# 10500 Nishi-koen
10500 Nishi-koen è un asteroide della fascia principale del diametro di circa 7,5 km. Scoperto nel 1987, presenta un'orbita caratterizzata da un semiasse maggiore pari a 2,6817806 au e da un'eccentricità di 0,1982462, inclinata di 11,08905° rispetto all'eclittica.
L'asteroide è dedicato al parco Nishi-koen, dove si trovava l'osservatorio astronomico di Sendai fino al 2008.